# 25N-N1-Nap
25N-N1-Nap是一种含氮有机化合物，化学式C21H22N2O4，属于苯乙胺衍生物中的25-NB类，带有萘基团，能作为5-HT2A受体的强效激动剂。